# Anachemmis sober
Espèce
Anachemmis sober est une espèce d'araignées aranéomorphes de la famille des Zoropsidae.

## Distribution
Cette espèce est endémique de Californie aux États-Unis,. Elle se rencontre dans le Sud de l'État.

## Description
Le mâle décrit par Platnick et Ubick en 2005 mesure 8,0 mm et la femelle 10,3 mm.

## Publication originale
- Chamberlin, 1919 : New Californian spiders. Journal of Entomology and Zoology, Claremont, vol. 12, p. 1-17.